# مطياف دوبسون الضوئي لقياس الأوزون

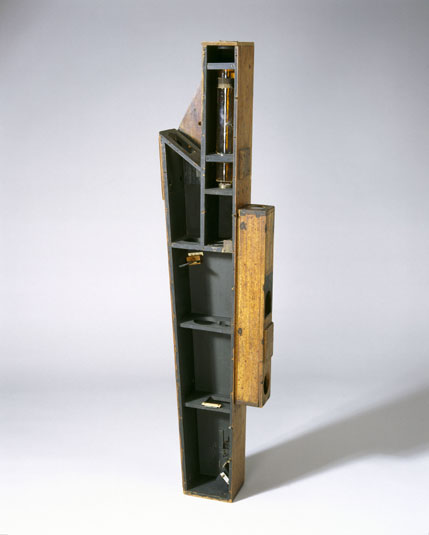
مطياف دوبسون الأصلي، باستخدام الألواح الفوتوغرافية

يعد مطياف دوبسون الضوئي، والذي يقال عليه كذلك اسم مقياس دوبسون أو مقياس طيف دوبسون هو أول أداة تم استخدامها لقياس الأوزون الجوي. وقد تم اختراعه في عام 1924 على يد جوردون دوبسون. وما زال هناك نموذج للأجهزة الخاصة بدوبسون في في جامعة أكسفورد.
ويمكن استخدام مطياف دوبسون الضوئي لقياس مجموع الأوزون في العمود ومستويات الأوزون في الجو. والأوزون عبارة عن أكسجين ثلاثي الذرات، O3; وتمتص جزيئات الأوزون ضوء الأشعة فوق البنفسجية الضارة من الجو قبل أن يصل إلى سطح الأرض. وبالتالي، لا يخترق أي إشعاع من الإشعاع فوق البنفسجي «ج» الطبقات وصولاً إلى الأرض لأنه يتم امتصاصه في دورة الأوزون-الأكسجين. ومع ذلك، فإن بعض الأشعة فوق البنفسجية «ب» ذات الموجة الطويلة والأقل ضررًا وأغلب الأشعة فوق البنفسجية "أ" لا يتم امتصاصها لأن الأوزون أقل شفافية فيما يتعلق بهذه الترددات، وبالتالي فإنها تخترق الطبقات وصولاً إلى سطح الأرض بكميات أكبر. ويمكن أن تختلف مصادر الضوء المستخدمة. وبالإضافة إلى ضوء الشمس المباشر، يمكن استخدام الضوء الوارد من السماء الصافية أو القمر أو النجوم.
يقيس مطياف دوبسون إجمالي الأوزون من خلال قياس الكثافة النسبية للإشعاع فوق البنفسجي «ب» الذي يصل إلى سطح الأرض ومقارنته بالإشعاع فوق البنفسجي «أ» على سطح الأرض. وإذا تمت إزالة كل طبقة الأوزون من الجو، فإن مقدار الإشعاع فوق البنفسجي «ب» يمكن أن يساوي مقدار الإشعاع فوق البنفسجي «أ» على الأرض. ونظرًا لتواجد الأوزون في الجو، يمكن أن يستخدم مطياف دوبسون النسبة بين الإشعاع فوق البنفسجي «أ» والإشعاع فوق البنفسجي «ب» على الأرض لتحديد مقدار الأوزون الموجود في طبقات الجو العليا لامتصاص الإشعاع فوق البنفسجي «ج».
ويتم تحديد تلك النسبة من خلال إدارة القرص R، والذي يمكن أن تتم إدارته بمقدار 300 درجة على الجهاز. ويقارن المطياف بين كثافتين ذات طولين موجيين مختلفين، وهما الإشعاع فوق البنفسجي «ب» (305 نانومتر) والإشعاع فوق البنفسجي «أ» (325 نانومتر)، من أجل حساب مقدار الأوزون. وعندما تتم إدارة القرص R، فإنه يقوم بترشيح وحجز الضوء ذي الطول الموجي للإشعاع فوق البنفسجي «ج» إلى أن تصبح كثافة الطولين الموجيين للضوء متساوية. ويمكن استنتاج نسبة الطولين الموجيين عند حدوثهما بمجرد أن تصبح الكثافات التي يتم ترشيحها متساوية. ويتم قياس النتائج بوحدات دوبسون، والتي تساوي 10 ميكرومتر من سمك الأوزون المضغوط حسب الظروف القياسية لدرجات الحرارة والضغط (STP) في العمود. وإذا تم ضغط كل الأوزون في العمود الجوي الذي نقوم بقياسه حسب الظروف القياسية لدرجات الحرارة والضغط، فإن سمك الجو المضغوط بالمللي يمكن أن يساوي الإجابة بوحدات دوبسون مقسومة على 100.
ويتم اشتقاق التوزيع الرأسي للأوزون باستخدام طريقة أومكير. وتعتمد هذه الطريقة على كثافات الضوء فوق البنفسجي المعكوس، وليس المباشر. ويتم اشتقاق توزيع الأوزون من التغير في نسبة تردد الأشعة فوق البنفسجية في وقت مثل وقت الغروب. ويحتاج قياس أومكير إلى حوالي ثلاث ساعات، ويوفر بيانات تصل إلى ارتفاع 48 كم، بحيث تكون أدق المعلومات للارتفاعات التي تتجاوز 30 كم.
وطريقة دوبسون لها عيوبها. فهي تتأثر بشدة بالهباء الجوي والملوثات الموجودة في الجو، لأنها تمتص كذلك بعضًا من الضوء بنفس الطول الموجي. ويتم عمل القياسات في منطقة صغيرة. واليوم، غالبًا ما يتم استخدام هذه الطريقة لمعايرة البيانات التي يتم الحصول عليها من طرق أخرى، بما في ذلك الأقمار الصناعية.
وتوجد إصدارات حديثة من مطياف دوبسون الضوئي، وما زالت تستخدم في توفير البيانات. وقد قامت إدارة البيئة في كندا (آلان بريور) بتطوير مطياف بريور الضوئي الذي ما زال يتم إنتاجه من خلال Kipp & Zonen. وقد تم تصنيع حوالي 120 مقياسًا من مقاييس دوبسون، أغلبها على يد R&J Beck من لندن، ما زال منها 50 مقياسًا قيد الاستخدام اليوم. وأكثر هذه المقاييس شهرة هما المقياس رقم 31 والمقياس رقم 51 الذي اكتشف بهما جو فارمان من المسح البريطاني للقطب الجنوبي ثقب الأوزون في عام 1984.
وأقدم مقياس ما زال قيد الاستخدام هو الجهاز رقم 8 والموجود فوق سطح المعهد القطبي النرويجي في ني أليسوند، في سفالبارد. وآخر بيانات تم تسجيلها بهذا المقياس كانت في عام 1997
وقد استمر الجهاز رقم D003، الذي كان يستخدم في كانمينج، بالصين، في تسجيل البيانات حتى أغسطس من عام 2009. 